# Fox Chapel
Fox Chapel es un borough ubicado en el condado de Allegheny en el estado estadounidense de Pensilvania. En el año 2000 tenía una población de 5436 habitantes y una densidad poblacional de 269.1 personas por km².

## Geografía
Fox Chapel se encuentra ubicado en las coordenadas 40°30′46″N 79°53′35″O / 40.51278, -79.89306.

## Demografía
Según la Oficina del Censo en 2000 los ingresos medios por hogar en la localidad eran de $147 298 y los ingresos medios por familia eran $191 378. Los hombres tenían unos ingresos medios de $100 000 frente a los $60 179 para las mujeres. La renta per cápita para la localidad era de $80 610. Alrededor del 4.8% de la población estaba por debajo del umbral de pobreza.